# 岩手県道47号北上西インター線
岩手県道47号北上西インター線（いわてけんどう47どう きたかみにしインターせん）は、岩手県北上市を通る県道（主要地方道）である。

## 概要
北上西インター（秋田自動車道）から北上市和賀町に至る。

### 路線データ
- 実延長：368.7 m
- 起点：秋田自動車道・北上西IC（県道225号交点）
- 終点：北上市和賀町山口36地割（県道37号交点）

## 歴史
- 1993年（平成5年）5月11日 - 県道北上和賀線の一部が、和賀インター線として建設省から主要地方道の指定を受ける[1]。
- 1994年（平成6年）3月15日 - 北上西インター線として県道に認定される。

## 地理

### 通過する自治体
- 北上市

### 交差する道路
- 北上西IC - 秋田自動車道、岩手県道225号北上和賀線（北上市和賀町山口43地割）
- 岩手県道37号花巻平泉線（北上市和賀町山口36地割）